# Hóquei sobre a grama nos Jogos Olímpicos de Verão de 1948

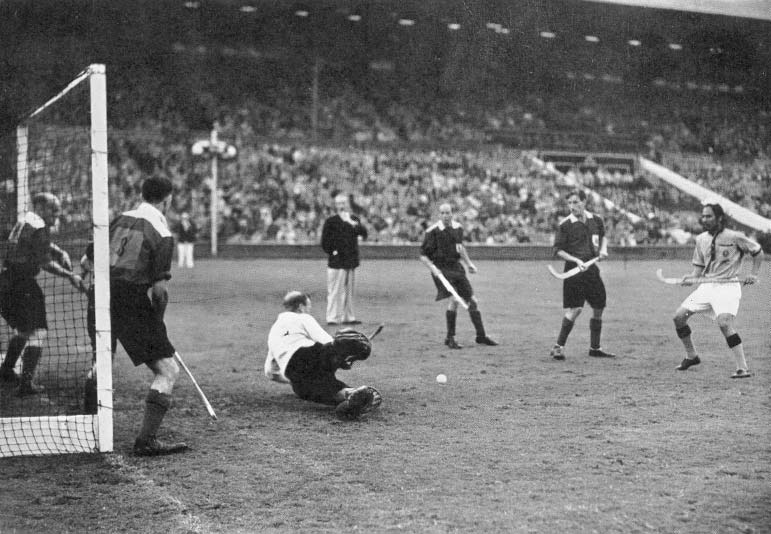
Final do torneiro de hóquei sobre a relva/grama dos Jogos Olímpicos de 1948 entre Inglaterra e Índia.

O torneio de Hóquei sobre a grama nos Jogos Olímpicos de Verão de 1948 foi realizado em Londres, Reino Unido. Apenas o torneio masculino era disputado na época.
| Ouro | Prata | Bronze |
| Índia Leo Pinto Trilochan Singh Randhir Singh Gentle Keshava Datt Amir Kumar Maxie Vaz Kishan Lal Balbir Singh Walter D'Souza Kunwar Digvijal Singh Grahanandan Singh Patrick Jansen Lawrie Fernandes Ranganandhan Francis Walter Hussain Jaswant Rajput Reginald Rodrigues Latifur Rehman Gerry Glacken | Reino Unido David Brodie George Sime William Lindsay Michael Walford Frank Reynolds Frederick Lindsay Normen Borrett John Peake Neil White Robert Adlard William Griffiths Ronald Davis | Países Baixos Antonius Richter Henri Derckx Johan Drijver Jenne Langhout Hermanus Loggere Edouard Tiel Willem van Heel Rius Esser Andries Boerstra Pieter Bromberg Jan Kruize Henricus Bouwman |

## Primeira fase

### Grupo A
| Equipe    | Pts | J | V | E | D | GP | GC |
| --------- | --- | - | - | - | - | -- | -- |
| Índia     | 6   | 3 | 3 | 0 | 0 | 19 | 1  |
| Argentina | 3   | 3 | 1 | 1 | 1 | 5  | 12 |
| Áustria   | 2   | 3 | 0 | 2 | 1 | 2  | 10 |
| Espanha   | 1   | 3 | 0 | 1 | 2 | 3  | 6  |

| 31 de julho |     |           |
| Índia       | 8–0 | Áustria   |
| 2 de agosto |     |           |
| Espanha     | 2–3 | Argentina |
| 4 de agosto |     |           |
| Índia       | 9–1 | Argentina |
| Espanha     | 1–1 | Áustria   |
| 6 de agosto |     |           |
| Áustria     | 1–1 | Argentina |
| Índia       | 2–0 | Espanha   |

### Grupo B
| Equipe         | Pts | J | V | E | D | GP | GC |
| -------------- | --- | - | - | - | - | -- | -- |
| Reino Unido    | 5   | 3 | 2 | 1 | 0 | 19 | 0  |
| Suíça          | 4   | 3 | 1 | 2 | 0 | 4  | 2  |
| Afeganistão    | 3   | 3 | 1 | 1 | 1 | 3  | 6  |
| Estados Unidos | 0   | 3 | 0 | 0 | 3 | 1  | 19 |

| 31 de julho |      |                |
| Reino Unido | 0–0  | Suíça          |
| 3 de agosto |      |                |
| Afeganistão | 2–0  | Estados Unidos |
| 5 de agosto |      |                |
| Afeganistão | 1–1  | Suíça          |
| Reino Unido | 11–0 | Estados Unidos |
| 7 de agosto |      |                |
| Reino Unido | 8–0  | Afeganistão    |
| Suíça       | 3–1  | Estados Unidos |

### Grupo C
| Equipe        | Pts | J | V | E | D | GP | GC |
| ------------- | --- | - | - | - | - | -- | -- |
| Paquistão     | 8   | 4 | 4 | 0 | 0 | 20 | 3  |
| Países Baixos | 6   | 4 | 3 | 0 | 1 | 11 | 8  |
| Bélgica       | 4   | 4 | 2 | 0 | 2 | 6  | 8  |
| França        | 1   | 4 | 0 | 1 | 3 | 4  | 9  |
| Dinamarca     | 1   | 4 | 0 | 1 | 3 | 4  | 17 |

| 31 de julho   |     |           |
| Países Baixos | 4–1 | Bélgica   |
| França        | 2–2 | Dinamarca |
| 2 de agosto   |     |           |
| Paquistão     | 2–1 | Bélgica   |
| Países Baixos | 4–1 | Dinamarca |
| 3 de agosto   |     |           |
| Países Baixos | 2–0 | França    |
| Paquistão     | 9–0 | Dinamarca |
| 5 de agosto   |     |           |
| Paquistão     | 3–1 | França    |
| Bélgica       | 2–1 | Dinamarca |
| 7 de agosto   |     |           |
| Países Baixos | 1–6 | Paquistão |
| França        | 1–2 | Bélgica   |

## Semi-final
| 9 de agosto |     |               |
| Reino Unido | 2–0 | Paquistão     |
| Índia       | 2–1 | Países Baixos |

## Disputa pelo bronze
| 12 de agosto  |                     |           |
| Países Baixos | 1–1 (pro) (4-1 pen) | Paquistão |

## Final
| 12 de agosto |     |             |
| Índia        | 4–0 | Reino Unido |